# Villiers-sur-Tholon
Pour les articles homonymes, voir Villiers et Tholon.
Villiers-sur-Tholon est une ancienne commune française, située dans le département de l'Yonne en région Bourgogne-Franche-Comté, devenue, le 1er janvier 2017, une commune déléguée de la commune nouvelle de Montholon avec Aillant-sur-Tholon, Champvallon et Volgré. Muller Valérie est l'actuelle maire déléguée.

## Histoire
Sous l'assemblée constituante, le pouvoir passe entre les mains des paysans (Jean Fouet est alors maire). Sous la Convention, retour des hommes de l'Ancien Régime (Henry Méry). À cette époque, un mauvais canular conduit le curé, Pierre Guy, à la guillotine (le 8 thermidor). Quelques semaines plus tard, un autre chef de file des catholiques du village, Georges Vincent est assassiné.
Sous l'Empire, le nouveau maire, Athanase Banse, parvient à réduire les tensions dans le village. Ce dernier échafaude de grands projets de restauration de l'église et du cimetière, de construction d'une école, d'une mairie et d'un presbytère. Mais le produit de la vente de la coupe de bois qui devait financer ces travaux est confisqué par l'État.
Sous la Monarchie de Juillet, l'administration confisque à nouveau le produit de la coupe de bois destinée à l'achat d'une école, en dépit de la loi Guizot. François Leau, devenu maire, comprend qu'il est préférable d'endetter la commune pour construire enfin l'école. Il fait édifier également le presbytère et obtient même l'ouverture d'une école de filles, tenues par les religieuses de la Présentation de la Vierge. La commune lui doit aussi la construction de l'essentiel du réseau de chemins, particulièrement dense.
Le maire en place sous le Second Empire fait construire un lavoir et transférer le cimetière, mais incite les religieuses de l'école de filles à quitter le village.
Au début de la Troisième République, la commune met en place un réseau de distribution d'eau, grâce à l'intervention d'un enfant du pays, (César-Auguste) Paulin Méry, devenu député de Paris. La commune est dotée d'une gare sur la ligne Toucy-Joigny.

## Politique et administration
Paule Plasson fut maire de Villiers-sur-Tholon de 1953 à 1971.

## Démographie
L'évolution du nombre d'habitants est connue à travers les recensements de la population effectués dans la commune depuis 1793. À partir du 1er janvier 2009, les populations légales des communes sont publiées annuellement dans le cadre d'un recensement qui repose désormais sur une collecte d'information annuelle, concernant successivement tous les territoires communaux au cours d'une période de cinq ans. 
Pour les communes de moins de 10 000 habitants, une enquête de recensement portant sur toute la population est réalisée tous les cinq ans, les populations légales des années intermédiaires étant quant à elles estimées par interpolation ou extrapolation. Pour la commune, le premier recensement exhaustif entrant dans le cadre du nouveau dispositif a été réalisé en 2004,.
En 2014, la commune comptait 485 habitants, en évolution de +2,54 % par rapport à 2009 (Yonne : −0,46 %, France hors Mayotte : +2,49 %).
| 1793 | 1800 | 1806 | 1821 | 1831 | 1836 | 1841 | 1846 | 1851 |
| ---- | ---- | ---- | ---- | ---- | ---- | ---- | ---- | ---- |
| 583  | 651  | 653  | 714  | 748  | 769  | 776  | 805  | 813  |

| 1856 | 1861 | 1866 | 1872 | 1876 | 1881 | 1886 | 1891 | 1896 |
| ---- | ---- | ---- | ---- | ---- | ---- | ---- | ---- | ---- |
| 827  | 852  | 853  | 852  | 815  | 816  | 838  | 764  | 726  |

| 1901 | 1906 | 1911 | 1921 | 1926 | 1931 | 1936 | 1946 | 1954 |
| ---- | ---- | ---- | ---- | ---- | ---- | ---- | ---- | ---- |
| 660  | 645  | 636  | 537  | 519  | 465  | 433  | 389  | 373  |

| 1962 | 1968 | 1975 | 1982 | 1990 | 1999 | 2004 | 2009 | 2014 |
| ---- | ---- | ---- | ---- | ---- | ---- | ---- | ---- | ---- |
| 384  | 350  | 329  | 334  | 347  | 354  | 419  | 473  | 485  |

## Lieux et monuments
- Église Saint-Jean-Baptiste, XVe et XVIe siècles (portails).

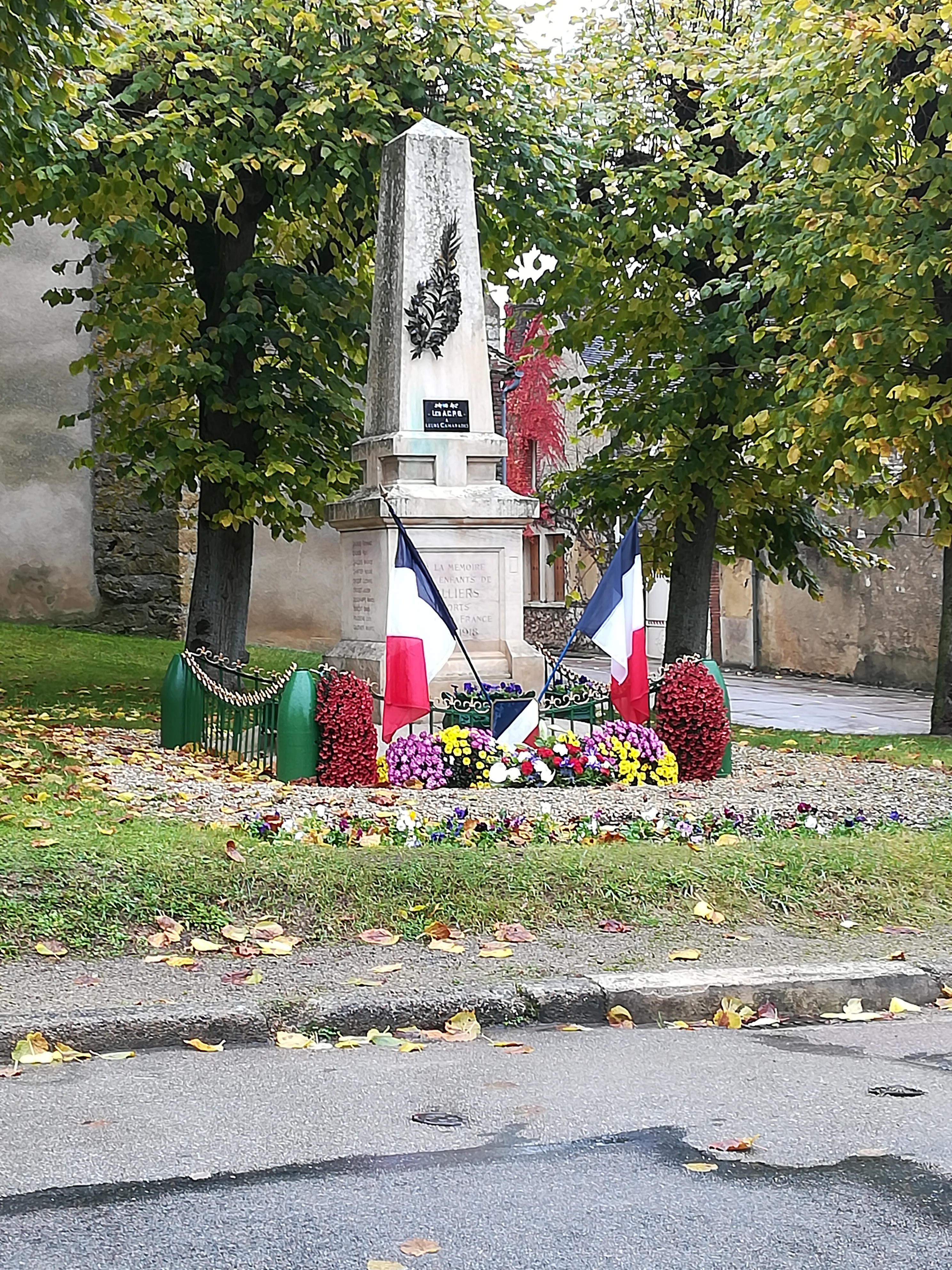
Monument aux morts.

- Moulin.
- Vieux lavoir. Monument aux morts.

## Personnalités liées à la commune

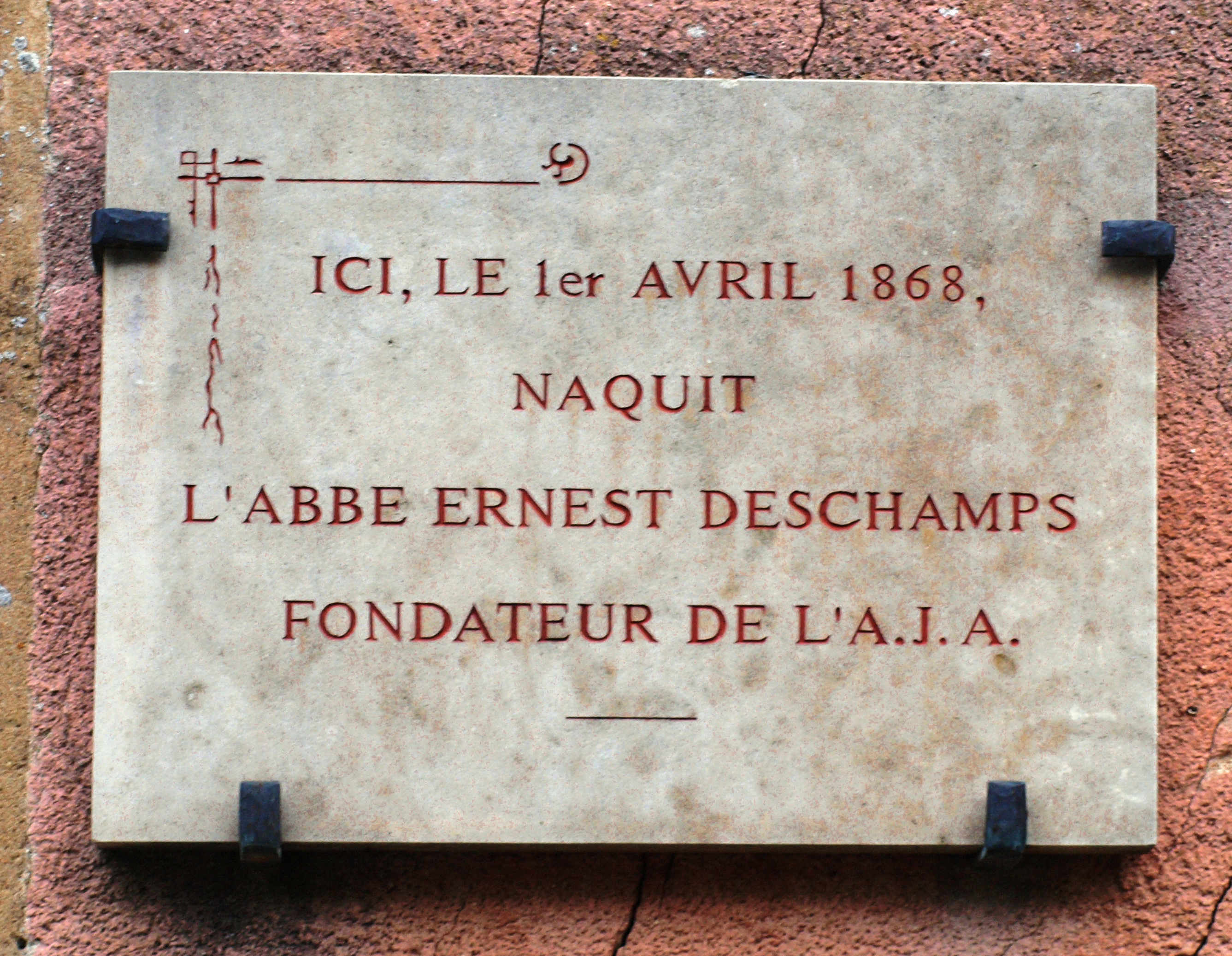
Plaque commémorative de la naissance de l'abbé Deschamps.

- Abbé Deschamps, fondateur de l'AJA, club de football professionnel d'Auxerre, y est né le 1er avril 1868.
- Paulin Méry, médecin, propagateur des rayons X, député de la Seine.
- Jean-Louis Aubaron, administrateur militaire de Metz. Né à Villiers-sur-Tholon le 31 octobre 1716.
- Louis-Marie Delahaye de Cormenin, député de l'Yonne, constituant de 1848.
- Ferdinand Pouy, bibliographe français, né à Villiers-sur-Tholon le 17 février 1824.
- Pierre-François Camus-Merville, dramaturge et romancier (1785 - 1853) (archives départementales de l'Yonne.4 E 474 D 1).
- Jean-Michel Atlan, peintre.

## Environnement
La commune inclut une ZNIEFF :
- la ZNIEFF des étangs, prairies et forêts du Gâtinais sud oriental[7],[8] vise un habitat d'eaux douces stagnantes ; les autres habitats inclus dans la zone sont des eaux courantes, des prairies humides et mégaphorbiaies, et des bois.

## Pour approfondir